# Fehérfülű nyávogómadár
A fehérfülű nyávogómadár (Ailuroedus buccoides) a madarak osztályának verébalakúak (Passeriformes)  rendjébe és a lugasépítő-félék (Ptilonorhynchidae) családjába tartozó faj.

## Rendszerezése
A fajt Coenraad Jacob Temminck holland arisztokrata és zoológus írta le 1835-ben, a Kitta nembe  Kitta buccoides néven, innen helyezték jelenlegi nemébe.

## Alfajai
- Ailuroedus buccoides buccoides (Temminck, 1836)
- Ailuroedus buccoides cinnamomeus Mees, 1964
- Ailuroedus buccoides geislerorum A. B. Meyer, 1891
- Ailuroedus buccoides stonii Sharpe, 1876[2]

## Előfordulása
Új-Guinea szigetén él, a szigetnek mind az Indonéziához, mind a Pápua Új-Guineához tartozó részén honos. A természetes élőhelye a szubtrópusi és trópusi síkvidéki esőerdők. Állandó, nem vonuló faj.

## Megjelenése
Testhossza 24 centiméter, a testtömege 100–172 gramm.

## Életmódja
Gyümölcsökkel és rovarokkal táplálkozik.

## Külső hivatkozások
- Képek az interneten a fajról
- Internet Bird Collection - videók a fajról
- Xeno-canto.org - elterjedése